# 누마즈시
누마즈시(일본어: 沼津市)는 일본 시즈오카현 동부의 이즈반도 밑에 위치한 시이다. 특례시로 지정되어 있다.
예로부터 도카이도의 육로와 해로를 연결하는 교통 거점이며 에도 시대에는 누마즈성이 축성되어 도카이도의 역참 마을로 번창하는 등 사람·물자·정보의 교류 거점으로 이 지역의 정치, 경제와 상업, 문화의 중심적 역할을 담당해 왔다.

## 지리
스루가만에 면하는 이즈반도 밑, 아시타카산 기슭에 위치하는 항구 도시이다. 스루가만 동쪽 지역의 중심 도시이며 누마즈 도시권을 형성한다. 기후가 온난하고 하코네와 이즈반도, 후지산 등 관광 거점으로 접근하기 편리한 입지 조건 때문에 휴양지로 발달했다. 메이지 시대부터 일본 정재계의 유명인들이 별장을 짓고 일본 황실도 누마즈에 황실 별저를 지었기 때문에 "바다가 있는 가루이자와"로 칭해졌다. 이노우에 야스시를 비롯한 문인 묵객들의 연고지이기도 하다.
시즈오카현에서 가장 긴 60km의 해안선은 모래사장에서 리아스식 해안까지 다양해 이를 살린 레저 스포츠도 번성하고 있다.

## 역사
누마즈는 고대부터 사람이 정착하여 나라 시대에는 스루가국의 국부가 있었다. 680년에 스루가국에서 이즈국이 분리되었고 국부는 아베강 기슭에 위치한 현재의 시즈오카시로 옮겨졌다. 에도 막부 초기에 오다와라번의 일부로 통치되었으나 1777년에 누마즈성이 건설되면서 누마즈번으로 분리되었다. 에도 시대에 누마즈는 도카이도의 역참인 누마즈주쿠와 하라주쿠가 위치해 번영하였다.
메이지 유신 이후인 1889년 2월 1일에 도카이도 본선의 누마즈역이 개업하였다. 해안에 위치하여 누마즈는 휴양지로 명성을 얻었고 1893년에 메이지 천황의 별저가 세워지면서 그 명성이 더욱 강화되었다. 이 지역은 귀족, 정치인, 문인들에게 인기 있는 장소가 되었고 누마즈정은 1923년 7월 1일에 야나기하라촌을 합병하여 시로 승격해 누마즈시가 되었다.
누마즈 중심가는 1926년 화재로 파괴되어 큰 피해를 입었다. 1944년에는 이웃한 가타하마촌, 가나오카촌, 오카촌, 시즈우라촌을 합병해 더욱 확장하였다. 도시는 제2차 세계 대전 때 미 공군의 목표가 되어 1945년 7월 17일에 폭격을 받았다.
1955년에 아시타카촌, 오히라촌, 우치우라촌, 니시우라촌이 누마즈시에 편입되었고 1968년에는 하라정을 편입하였다. 2000년에 특례시로 지정되었고 2005년 4월 1일에 헤다촌을 편입하였다.

## 경제
수산업이 번성하고 건어물 생산은 일본 제일 규모이며 최근에는 신선한 어패류를 구하기 위해 누마즈항을 방문하는 관광객이 증가하고 있다.

## 교통

### 철도
- 도카이 여객철도
  - 도카이도 본선
  - 고텐바선

### 도로
- 도메이 고속도로
- 국도 제1호선
- 국도 제246호선
- 국도 제414호선

## 인구
| 연도 | 인구    | ±%     |
| ---- | ------- | ------ |
| 1960 | 163,581 | —      |
| 1970 | 194,274 | +18.8% |
| 1980 | 208,708 | +7.4%  |
| 1990 | 216,213 | +3.6%  |
| 2000 | 211,559 | −2.2%  |
| 2010 | 202,283 | −4.4%  |